# Grab (компанія)
Grab (так само відома як GrabTaxi) — малайзійська компанія, що надає таксі і логістичні послуги через свій додаток в Сінгапурі та сусідніх країнах — Малайзії, Індонезії, Філіппінах, В'єтнамі, Таїланді, М'янмі та в Камбоджі. У липні 2017 року кількість водіїв, зареєстрованих в мережі Grab, склало більше 1 000 000, а сам додаток було завантажено більше ніж на 45 мільйонів мобільних пристроїв Південно-Східної Азії.

## Історія
Спочатку фірма була створена в 2012 році під назвою MyTeksi в Малайзії; GrabTaxi — додаток бронювання таксі, спрямований на регіон Південно-Східної Азії. Заснована випускниками Гарвардської бізнес-школи Ентоні Таном і Таном Лінгом. Ідея створити GrabTaxi вперше з'явилася, коли однокурсник Ентоні Тана розповів про те, як складно викликати таксі в Малайзії. Тан склав бізнес-план для сервісу типу Uber, який згодом був підтриманий інвесторами-ангелами, і підштовхнув молодшого з трьох братів вийти з сімейного бізнесу, щоб почати працювати над GrabTaxi — мобільним додатком, який замовляє найближчий доступний автомобіль поряд з користувачем, використовуючи карти і технології обміну координатами. Тан висунув свій бізнес-план на конкурсі бізнес-планів Гарвардського університету в 2011 році, де він зі своєю командою посів друге місце, зробивши їх першою загальноазіатською командою, якій вдалося зайняти таку високу позицію на даному конкурсі за останні роки.
GrabTaxi, або MyTeksi (під цією назвою компанія відома в Малайзії), був офіційно представлений громадськості в червні 2012 року. У серпні 2013 року компанія розширила свою діяльність на Філіппіни, пізніше, в жовтні того ж року компанія так само почала свою діяльність в Сінгапурі і Таїланді.
У 2014 році GrabTaxi продовжив своє зростання і експансію в нові країни: відбувся перший запуск в Хошимін у В'єтнамі в лютому, а також в Джакарті в Індонезії в червні. У тому ж році, пізніше, на Філіппінах GrabTaxi розшириться ще на два інших міста: Себу в липні і Давао в жовтні. Бета-версія додатка запущена в Паттаї, Таїланд, у вересні 2014 року.
У травні 2014 компанія запускає GrabCar в Малайзії та Сінгапурі.
GrabCar служить є альтернативним видом транспорту, який використовує автомобілі через ліцензованих партнерів, що є спробою подолати брак громадського транспорту в години пік. У листопаді 2014 року компанія GrabTaxi вперше запустила послугу GrabBike в місті Хошимін в якості пробної служби.
У лютому 2015 компанія запускає GrabCar + (сервіс, який надає доступ до автомобілів преміум-класу) на Філіппінах. У березні того ж року компанія розширила свій вплив на місто Ілоїло, яке стало четвертим містом на Філіппінах, в якому доступний Grab.
В грудні 2015 Grab представляє GrabShare, сервіс, який надає послуги таксі та car-sharing (швидкий автомобіль на прокат). 7 лютого 2017 року Grab почав надавати екскурсійні послуги і продавати місця в екскурсійних автобусах, дана послуга на даний момент доступна тільки для Сінгапуру, і не доступна в інших країнах.
У 2016 році Grab додає в додаток чат, що дозволяє спілкуватися водієві і пасажирові. Даний чат так само переводить повідомлення, якщо водій і пасажир говорять різними мовами.
У лютому 2017 Управління наземного транспорту (LTA) Сінгапуру постановило, що приватні орендовані автомобілі, які користувалися послугами Uber або Grab, не звільняються від вимог, що пред'являються до дитячого крісла. З метою безпеки, всі транспортні засоби в Сінгапурі повинні мати дитячі сидіння або дитячі «підголовники» для пасажирів висотою менше 1,35 м. 9 березня 2017 року Grab представила GrabFamily для дітей менше 7 років, в якому всі машини обладнані дитячими кріслами.
З 1 липня 2017 LTA зобов'язала GrabCar, JustGrab і GrabHitch мати ліцензію на професійну оренду приватного транспортного засобу (PDVL).
У травні 2018 року Grab запустив службу доставки їжі GrabFood.
У листопаді 2020 року GRAB оголосила про запуск свого Tech Center в Джакарті, Індонезії для мікро, малих і середніх підприємств (MSME). У лютому 2020 року Grabcare запустив Grabcare для працівників охорони здоров'я в Сінгапурі, починаючи з 24-годинних послуг для лікарні Tan Tack Seng і національного центру інфекційних захворювань.